# Etisus electra
Etisus electra är en kräftdjursart som först beskrevs av J. F. W. Herbst 1801.  Etisus electra ingår i släktet Etisus och familjen Xanthidae. Inga underarter finns listade i Catalogue of Life.